# Takuma Ōminami
Takuma Ōminami (jap. 大南 拓磨, Ōminami Takuma; * 13. Dezember 1997 in Kariya, Präfektur Aichi) ist ein japanischer Fußballspieler.

## Karriere

### Verein
Takuma Ōminami erlernte das Fußballspielen in der Schulmannschaft der Kagoshima High School of Business. Seinen ersten Profivertrag unterschrieb er 2016 bei Júbilo Iwata. Der Club aus Iwata, einer Großstadt in der Präfektur Shizuoka, spielte in der höchsten Liga des Landes, der J1 League. Ende 2019 musste er mit dem Club den Weg in die Zweitklassigkeit antreten. Für Júbilo absolvierte er 28 Erstligaspiele. Nach dem Abstieg verließ Takuma Ōminami den Verein und schloss sich dem Erstligaaufsteiger Kashiwa Reysol aus Kashiwa an. Für Kashiwa bestritt er 77 Erstligaspiele. Im Januar 2023 unterschrieb er einen Vertrag beim ebenfalls in der ersten Liga spielenden Kawasaki Frontale. Am 9. Dezember 2023 stand er mit Frontale im Finale des japanischen Pokals. Hier besiegte man Kashiwa Reysol mit 8:7 im Elfmeterschießen.
Im Sommer 2024 wechselte Ōminami auf Leihbasis zu Oud-Heverlee Leuven.

### Nationalmannschaft
Takuma Ōminami spielte 2018 für die U21 sowie für die U23-Nationalmannschaft. Im ersten Gruppenspiel der Ostasienmeisterschaft 2022 am 19. Juli 2022 gegen Hongkong absolvierte er sein bisher einziges A-Länderspiel.

## Erfolge
Kawasaki Frontale
- Japanischer Pokalsieger: 2023